# Ukurgal
Ukurgal o també Akurgal va ser ensi de Lagaix, sobirà independent successor d'Ur-Nanxe cap a la meitat del tercer mil·lenni aC. Va governar uns trenta anys. Era el pare d'Eannatum I, que el va succeir.